# Pastitsio
Pastitsio (em grego: παστίτσιο, pastítsio) é um prato da culinária grega feito de massa assada com carne moída e molho bechamel, com variações encontradas em outros países próximos ao Mar Mediterrâneo.

## Nome e origem
O nome "pastitsio" vem do italiano pasticcio, que designa uma grande família de tortas salgadas assadas que podem ser feitas com carne, peixe ou massa. Há muitas receitas documentadas desde o início do século XVI, continuando até os tempos modernos. As versões italianas incluem uma crosta de massa; algumas utilizam molho bechamel.
A palavra pasticcio é registrada desde o século XVI como "qualquer tipo de pastel ou torta" e vem do latim vulgar pastīcium, derivado de pasta, significando "torta". Com o tempo, adquiriu sentidos figurados como "uma confusão", "uma situação difícil" ou um pastiche.
Uma versão egípcia é chamada macarona bil-bechamel [en] (em árabe egípcio: المكرونة بالبشاميل arz). Nas regiões de língua albanesa dos Balcãs, o prato é conhecido como pastiçe, derivado de pasticcio. No entanto, muitas vezes é preparado sem carne, usando uma mistura de ovos e queijo em vez de bechamel. O pastitsio também é encontrado em Chipre, onde os greco-cipriotas o chamam de makaronia tou fournou (grego: μακαρόνια του φούρνου), enquanto os turco-cipriotas o chamam de fırında makarna. Ambos os nomes se traduzem como "macarrão no forno".

## Grécia
A variante contemporânea mais popular do pastitsio foi criada por Nikolaos Tselementes, um chef grego treinado na França no início do século XX. Antes dele, o pastitsio na Grécia tinha um recheio de massa, fígado, carne, ovos e queijo, sem molho bechamel, e era envolto em massa filo, semelhante às receitas italianas de pasticcio, que usavam uma crosta de massa. "Ele transformou completamente o prato, tornando-o uma espécie de au gratin [en]".
A versão de Tselementes — agora amplamente difundida — consiste em uma camada inferior de bucatini [en] ou outra massa tubular, unida com queijo ou ovo, uma camada intermediária de carne bovina moída (ou uma mistura de carne bovina moída e carne suína moída) com molho de tomate, canela e cravo-da-índia, e uma camada superior de molho bechamel ou molho Mornay, temperada com especiarias como noz-moscada ou pimenta-da-jamaica. Queijo de cabra ralado é frequentemente polvilhado por cima.

## Egito
A versão egípcia é chamada مكرونة بالبشاميل macarona bil-bechamel em árabe egípcio, ou seja, "macarrão com bechamel". O prato é geralmente feito com massa penne ou macarrão, um molho de carne moída com tomate e cebola, e um molho branco muitas vezes enriquecido com queijo Rumi [en]. Ovos ou queijos (cheddar e mozzarella) também podem ser assados por cima. O prato foi introduzido no Egito por imigrantes gregos e italianos no século XIX.

## Malta
Em Malta, o timpana (nome provavelmente derivado de timballo) é preparado misturando macarrão pré-cozido em um molho de tomate com uma pequena quantidade de carne bovina moída ou corned beef, unido por uma mistura de ovo cru e queijo ralado. Ovos cozidos são às vezes adicionados. O macarrão é então envolto em uma massa ou tampa antes de ser assado.